# Веніамін (Басалига)
Архієпископ Веніамін (англ. Archbishop Benjamin, у миру Василь Басалига, англ. Basil Basalyga; 11 січня 1887, Оліфант, штат Пенсільванія — 15 листопада 1963, Нью-Йорк) — єпископ Північно-Американської митрополії, архієпископ Піттсбурзький і Західно-Вірджинський. Перший православний архіпастир, який народився в Америці.

## Біографія
Народився 11 січня 1887 року у містечку Оліфант, штат Пенсільванія у сім'ї емігрантів із Закарпаття.
Помітивши прагнення сина до духовного життя, батьки, незважаючи на фінансові труднощі, пов'язані з турботою про чотирьох синів і чотирьох дочок, в жовтні 1897 року вирішили відправити Василя в Російську православну місіонерську школу в місті Міннеаполіс, що тільки но відкрилася.
Закінчивши курс місіонерської школи у 1902 році, Василь був призначений викладачем підготовчих курсів при ній. У липні 1903 року переведений в Шарлеруа, штат Пенсільванія, де служив керівником хору і вчителем парафіяльної школи, а в жовтні 1904 року, в тій же якості, — Михайлівський храм у Піттсбурзі .
У вересні 1905 року вирішив продовжити богословську освіту і вступив до Міннеаполіської російської православної семінарії, закінчив шестирічний курс навчання за більш короткий термін.
У 1910 році вступив послушником до Свято-Тихоновського монастиря в Саут-Кейнані. 29 березня 1911 року в Тихоновському монастирі прийняв постриг з ім'ям Веніамін. 2 квітня того ж року в Брукліні був висвячений в ієродиякона архієпископом Платоном (Рождественським), а 9 квітня в Свято-Тихонівському монастирі, ним же, — в ієромонаха. Служив священиком у різних громадах Сході Америки.
У листопаді 1919 року зведений у сан ігумена архієпископом Олександром (Немоловським) з призначенням благочинним Скрентонського благочиння в штаті Пенсільванія. У листопаді 1920 року зведений у сан архімандрита.
15 грудня 1920 року призначений адміністратором парафій Канади.
З 27 серпня 1923 — особистий секретар митрополита Платона (Рождественського).
9 вересня 1933 року був обраний на єпископа Собором єпископів Митрополичого округу.
10 вересня 1933 року в Нью-Йоркському Покровському соборі хіротонізований на єпископа Піттсбурзького та Західно-Вірджинського з кафедрою в Піттсбурзькому Михайлівському соборі, ставши першим уродженцем Америки, зведеним на єпископський сан у Православній Церкві. Хіротонію очолив митрополита Феофіл (Пашковський).
У 1935 році у зв'язку з примиренням Північно-Американської митрополії з Архієрейським синодом у Сремських Карлівцях увійшов до складу єпископату Російської зарубіжної церкви.
Був делегатом II Всезарубіжного Собору Російської Православної Церкви закордоном, що проходив у 14 по 24 серпня 1938 року в Сремських Карлівцях, Югославія. Зважаючи на те, що в Америці на той час не було жодної православної семінарії, випросив у Сербського патріарха та югославського уряду дозвіл американським студентам здобувати безкоштовну освіту в Югославських богословських школах.
1 листопада 1946 року спрямований Токіо (Японія), куди прибув 7 січня 1947 року, після чого серед японської пастви посилився розкол більшість віруючих які прийняли нового єпископа з Америки і меншість оголосила свою вірність Московської Патріархії; очолював Православну церкву в Японії з 1947 по 1952 рік, хоча деяка частина продовжувала перебувати в юрисдикції Московського патріархату.
У 1950 році VIII Собор Американської митрополії відзначив досягнення єпископа Веніаміна й ухвалив рішення про зведення його в сан архієпископа.
У 1953 звільнений від управління церквою в Японії і знову призначений архієпископом Піттсбурзьким і Західно-Вірджинським.
Помер 15 листопада 1963 року у Нью-Йорку під час XI Собору Американської митрополії. Похований на цвинтарі Південно-Ханаанського Тихоновського монастиря, штат Пенсільванія.